# Troglohyphantes orghidani
Troglohyphantes orghidani este o specie de păianjeni din genul Troglohyphantes, familia Linyphiidae. Specia a fost descrisă de Margareta Dumitrescu și Maria Georgescu în 1977 și denumită în onoarea lui Traian Orghidan, arahnolog român.
Este endemică în România. Conform Catalogue of Life specia Troglohyphantes orghidani nu are subspecii cunoscute.